# Noah’s Ark Zoo Farm
Koordinaten: 51° 27′ 14,6″ N, 2° 44′ 24,4″ W

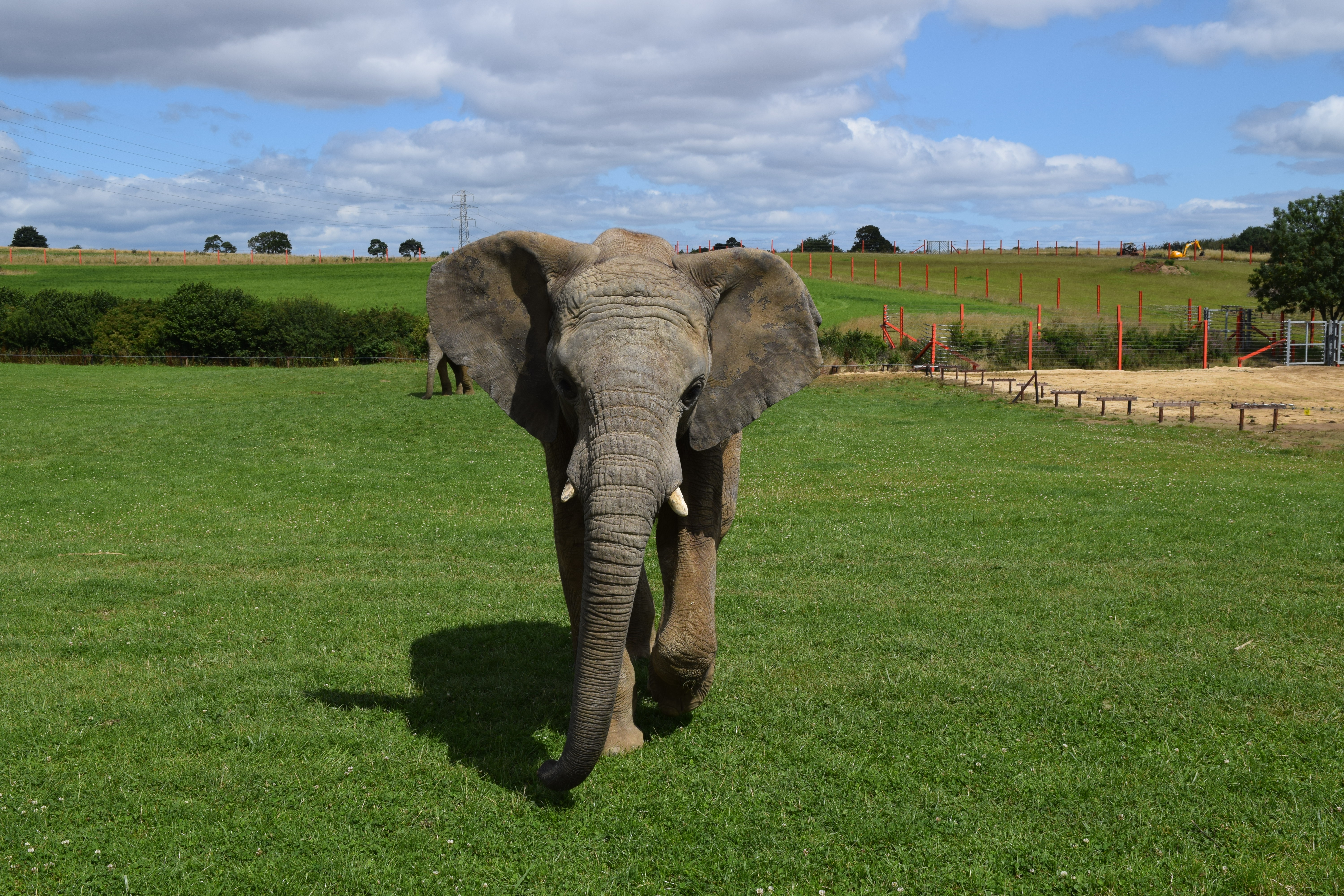
Elefant im Noah’s Ark Zoo Farm

Noah’s Ark Zoo Farm ist ein Zoo nordwestlich des Ortskerns von Wraxall, Somerset. Er ist etwa 40 Hektar groß. Er wurde 1999 von Anthony und Christina Bush gegründet. Zum pädagogischen Konzept des Zoos gehört die Verbreitung des Kreationismus.

## Geschichte
Das Ehepaar Bush betrieb von 1960 bis 1995 eine Milchviehhaltung auf der gepachteten Moat House Farm. 1995 kauften sie die Farm von Lord Wraxall of Tyntesfield. Sie renovierten das Moat-House-Farm-Gebäude aus dem 17. Jahrhundert, das weder Wasser- noch Stromanschluss hatte. Auf dem Farmgelände betrieben sie nun Ackerbau und eine kleine Schafzucht. 1998 begann der Umbau des Geländes zum Noah’s Ark Zoo Farm. 1999 erfolgte die Eröffnung, überwiegend mit Nutztierarten. Nur wenige Wildtiere aus anderen Ländern wurden gezeigt. Von 2000 bis 2004 wurden die Ark Arena und die Bereiche für Affen und Reptilien gebaut. 2005 kamen zwei Breitmaulnashörner in den Zoo. Ab 2006 zeigte man Shows mit Tieren, darunter die Greifvogelschau. Giraffen, Tapire und Capybaras kamen 2006 in den Zoo. 2007 kam das Gehege für Siamangs dazu. Ab 2009 wurden Königstiger gehalten. 2012 wurde Elephant Eden, laut Eigenangabe des Zoos das größte Elefanten-Gehege Europas, eröffnet. 2013 erschien Anthony Bushs Autobiographie From Cows to Tigers: Building Noah’s Ark.

## Zoobereiche

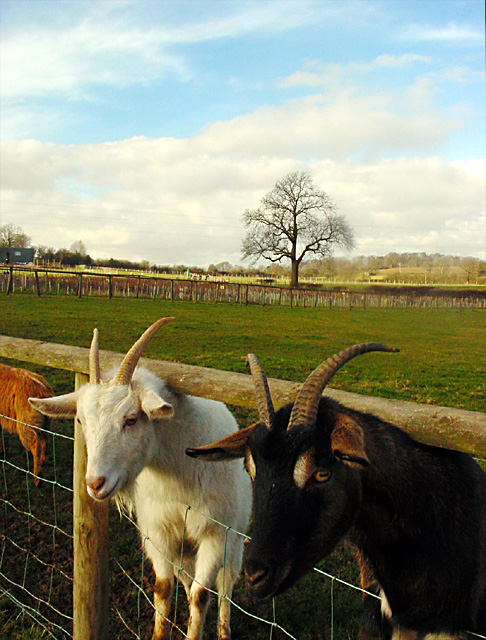
Ziegen im Noah’s Ark Zoo Farm

Der Zoo hat die Themenbereiche Afrika, Asien, Südamerika, Australien, Primaten und Reptilien.
Im Primatenbereich werden die fünf Affenarten Siamang, Schwarzweißer Vari, Katta, Lisztaffe und Weißbüschelaffe gezeigt. Die drei Arten Siamang, Katta und Lisztaffe stehen auf Roten Liste der IUCN als stark gefährdet oder vom Aussterben bedroht. Seit der Eröffnung werden Affen nachgezüchtet. Die Siamangs wurden 2007 im Rahmen des Europäischen Erhaltungszuchtprogramms in den Zoo gebracht.
Es werden auch verschiedene Haustierrassen gehalten. Im Zoo werden auch Greifvögel und Eulen wie der Wüstenbussard, Uhu, Schleiereule und Fleckenuhu gezeigt. Mit Greifvögeln und Eulen gibt es eine tägliche Greifvogelschau. Es gibt einen 3,2 km langen Irrgarten-Weg.

## Kritik
Der im Zoo vertretene Kreationismus wurde immer wieder kritisiert.
2009 schloss die British and Irish Association of Zoos and Aquariums den Zoo als Mitglied aus, weil ein Tiger auch an einen Zirkus, den Great British Circus, verliehen wurde. Der Zoo wird aber inzwischen wieder als Mitglied geführt.